# Гуртнеллен
Гуртнеллен (нем. Gurtnellen) — коммуна в Швейцарии, в кантоне Ури.
Население составляет 633 человека (на 31 декабря 2006 года). Официальный код — 1209.